# 양세봉
양세봉(梁世奉, 1896년 고종34년 7월 15일 (음력 6월 5일) ~ 1934년 9월 20일 (음력 8월 12일))은 조선의 독립운동가이다. 문화어로는 량세봉이라고 한다. 본명은 양서봉(梁瑞鳳), 이명(異名)은 양윤봉(梁允奉), 이름은 양세봉(梁世奉)이다. 자(字)는 희근(熙根), 호는 벽해(碧海)이다. 민족주의계 독립운동가로 1920년대에서 1930년대 초반 만주에서 항일무장투쟁에 참여해 수많은 국내 진공작전과 만주에서의 전투를 성공적으로 이끈 인물이었다. 그는 북한의 평안남도 평양시 애국열사릉과 남한의 서울특별시 국립현충원 독립유공자 애국지사 묘역-149호. 즉, 허묘(墟墓)이고 동시에 안장되어 있다.

## 생애
평안북도 철산군 서림면 연산리에서 태어났다. 부친 양효은(梁孝恩) 모친 김아개(金兒開) 사이에서 5남매(4남 1녀) 중 첫째로 태어났고, 이후에 동생들이 태어났다.
둘째 양원봉(梁元奉), 셋째 양시봉(梁時奉), 넷째 양봉녀(梁奉女), 다섯째 양정봉(梁正奉)이 있다. 그리고, 양세봉(梁世奉) 장군의 직계 혈통으로 친손자 양철수(梁哲水)가 이북(以北) 평양시에 있으며, 그의 후손들이 거주하며 살고 있다. (2021년 기준)
양세봉(梁世奉) 장군은 16세가 되던 1912년에 부친이 사망하자 어린 나이에 집안 살림을 맡게 되었으며, 1916년에 윤재순(尹再順)과 결혼하여 가정을 이루었다. 그러나 가세가 기울어 더 이상 국내에서 생활하기가 어렵게 되자, 양세봉은 1917년 엄동설한에 가족을 데리고 압록강을 건너 중국 관전(寬甸), 환인(桓仁)을 거쳐 영릉(永陵)에 도착하여 중국인의 소작농으로 생계를 연명해 갔다. 그러다 1919년 봄 신빈현 홍묘자(紅廟子)로 이사를 했는데, 마침 그곳에서 국내에서 3·1 만세운동이 일어났다는 소식을 듣고는 흥동학교(興東學校) 교장 이세일(李世日)과 함께 주민들을 규합하여 만세시위운동을 주도하였다.
1922년 천마산대라는 유격부대에 가입한 것을 계기로 무장투쟁에 본격적으로 뛰어든 이후 대한통의부, 참의부, 정의부에서 독립군 지휘관으로 활동하면서 국내의 평안북도 지역으로 진공하는 등 그때마다 많은 전공을 세웠다.
1929년 신민부, 정의부, 참의부의 삼부통합을 위한 노력 과정에서 형성된 국민부를 지지하는 조선혁명당의 군사조직인 조선혁명군에 참여했다. 1931년 12월 혁명군과 조선혁명당 간부 30여명이 신빈현에서 회의를 열 때 참석하였다. 그러나 밀정을 통해 정보를 입수한 일본 경찰이 회의 현장에 들이닥쳐 10여 명의 간부를 체포했다. 양세봉 등은 극적으로 탈출하여 조직을 정비했다.
1932년 2월 양기하의 전사 이후 양세봉은 총사령관이 되어 조선혁명군의 지휘를 맡게 되어 내분을 수습하고, 남만에서 활동하던 중국의용군과 한중 연합군을 편성하여 신빈현 융링제 전투에서 일본군에 승리를 거두었다.
1933년 5월 일본군과 만주군은 양세봉이 이끄는 연합군의 근거지인 임강, 환인, 신빈, 유하, 통화 등을 차례로 공격하였다. 양세봉의 연합군은 거듭 패배했고 많은 희생자를 내야만 했다. 7월 7일 일본군은 조선혁명군 사령부가 있는 영릉가를 공격해 들어왔다. 이때 양세봉은 연합군을 이끌고 일본군 40여 명을 살해하고 기관총 등 무기 90여 점을 회수했다. 영릉가 전투를 비롯한 200여 차례의 크고 작은 전투를 치르며 맹활약했다. 그 뒤 일본군은 비행기를 동원해 연합군 진지를 폭격했다.
일본군은 연합군에 밀정을 보냈다. 일본군의 밀정은 중국군 사령관이 협의할 군사 문제가 있으니 대갑자구로 오라는 전갈을 보내 양세봉을 유인하였다. 양세봉은 조선인 밀정과 함께 부하대원 4명을 거느리고 수수밭을 지날때 숨어 있던 일본군 수십여 명이 나타나 항복을 권유했다. 그러나 양세봉은 저항하였고, 1934년 8월 12일 일본군에 매수된 밀정 박창해가 사주한 중국인 자객에게 살해당했다.
그의 사후 조선혁명군 세력은 급격히 위축되었고 몇 차례의 개편이 있었지만 세력을 회복하지 못하였다.
대한민국 정부는 그의 공훈(功勳)을 기려 1962년 건국훈장 독립장(獨立章)을 추서(追書)하였고, 국립서울현충원에 유골이 없는 묘지(墓地)가 마련되었다.
북한에는 양세봉 유해가 애국열사릉에 매장되어 있고 김일성이 특별히 양세봉의 유족들을 평양시에 불러 살게 하는 등 높이 평가받고 있다.
북한의 김일성도 독립해 독자적인 항일유격대를 형성하기 이전에는 양세봉 부대에 속했던 것으로 알려져 있다. 양세봉은 김일성이 아버지 김형직을 일찍 여의고 어려운 상황에 놓여 있을 때 오동진 등과 함께 김일성을 적극적으로 도와준 인물 중 한 명이었다. 일제에 맞서는 반일연합전선의 형성에도 적극적이었다고 한다.
김일성은 회고록에서 아버지 김형직이 일찍 사망한 뒤 오동진, 손정도，장철호，현묵관, 그리고 양세봉에게서 학비를 후원받은 사실을 기록하였다.

## 가족
- 아버지 : 양효은(梁孝恩, 18XX년 월 일~1912년 월 일)
- 어머니 : 김아개(金兒開, 18XX년 월 일~19XX년 월 일)
  - 본인 : 양세봉(梁世奉, 1896년 7월 15일~1934년 9월 20일) *독립군
  - 부인 : 윤재순(尹在順, 189X년 X월 XX일~19XX년 월 일)
    - 딸 : 양귀녀(梁貴女, 1920년 X월 XX일~1931년 6월 20일)
    - 딸 : 양의숙(梁義淑, 1928년 5월 XX일~19XX년 월 일)
    - 아들 : 양의준(梁義準, 1932년 5월 XX일~1957년 3월 15일) *정치부 대대장
      - 친손자 : 양철수(梁哲水, 1956년 2월 10일~ ) *조선작가동맹중앙위원회 아동문학작가
        - 증손자 : 양ㅇㅇ(梁ㅇㅇ, 1982)*男
        - 증손녀 : 양ㅇㅇ(梁ㅇㅇ, 1994)*女

  - 동생 : 양원봉(梁元奉, 1899년 월 일~19XX년 월 일)
  - 동생 : 양시봉(梁時奉, 1900년 12월 22일~1979년 9월 9일) *독립군
  - 부인 : 김화순(金花順, 1910년 월 일~1998년 월 일)
    - 아들 : 양의국(梁義國, 19XX년 월 일~19XX년 월 일)
    - 딸 : 양의순(梁義順, 1937년 월 일~ )
    - 아들 : 양의관(梁義官, 1939년 월 일~ )
    - 딸 : 양의복(梁義福, 1948년 월 일~ )
      - 외손녀 : 김춘련(金春蓮, 1966년 월 일~ ) *중국 선양 대학교수

  - 여동생 : 양봉녀(梁奉女, 1907년 월 일~19XX년 월 일)
  - 동생 : 양정봉(梁政奉, 1911년 월 일~19XX년 월 일) *異名 양윤창

## 같이 보기
- 국민부
- 조선혁명군

## 참고 자료
- 대한민국 국가보훈처, 이 달의 독립 운동가 상세자료 - 양세봉, 1994년
- 《경향신문》 (2005.6.20) 다시쓰는 독립운동列傳 Ⅱ중국편－4. 조선혁명군 총사령관 양세봉